# Cesonia elegans
Espèce
Synonymes
- Sergiolus elegans Simon, 1892

Cesonia elegans est une espèce d'araignées aranéomorphes de la famille des Gnaphosidae.

## Distribution
Cette espèce est endémique des Petites Antilles. Elle se rencontre à Saint-Vincent et à la Dominique.

## Description
Les femelles mesurent de 4,07 à 5,69 mm.

## Systématique et taxinomie
Cette espèce a été décrite sous le protonyme Sergiolus elegans par Eugène Simon en 1892.
Elle est placée dans le genre Cesonia par Norman I. Platnick et Mohammad Umar Shadab en 1980.

## Publication originale
- Simon, 1892 : On the spiders of the island of St. Vincent. Part 1. Proceedings of the Zoological Society of London, vol. 1891, p. 549-575 (texte intégral).